# Schwarzhorn (Monte-Rosa-Massiv)
Das Schwarzhorn ⓘ (italienisch Corno Nero) ist ein 4321 Meter hoher Gipfel in den italienischen Alpen.
Es gehört zum Monte-Rosa-Massiv in den Walliser Alpen, welche an der Grenze zwischen der Schweiz und Italien liegen. Das Schwarzhorn selbst liegt auf dem von der Ludwigshöhe nach Süden zur Vincent-Pyramide ziehenden Kamm. Talorte sind Zermatt in der Schweiz und Alagna auf der italienischen Seite.

## Geschichte
Die Erstbesteigung des Schwarzhorns erfolgte am 18. August 1873 durch Marco Maglionini und Albert de Rothschild, die von den Bergführern Peter und Niklaus Knubel aus St. Niklaus sowie Eduard Cupelin geführt wurden.

## Routen
- Der gebräuchlichste Normalweg führt als Gletschertour mit Felspassagen von der italienischen Seite über die Gnifettihütte (3647 m) durch die Nordwestflanke und über das Zurbriggenjoch auf den Gipfel. Dabei sind im Firn Steigungen von bis zu 43° zu überwinden, die maximale Schwierigkeit in den felsigen Passagen im Gipfelbereich liegt im I. Schwierigkeitsgrad. Gesamtgehzeit 2½–3 Stunden von der Gnifettihütte.
- Der Aufstieg durch die Südwestflanke und das Vincentjoch weist Schwierigkeiten im Grad I+ auf und führt durch bis zu 40° steilen Firn. Auch bei dieser an der Gnifettihütte startenden Route handelt es sich überwiegend um eine Gletschertour. Gehzeit 2½ Stunden.

Im Winter und Frühjahr sind diese beiden Aufstiege auch als Skitouren mit Skidepots unterhalb des Gipfels durchführbar.